# Newport, South Carolina
Newport är en ort i York County i delstaten  South Carolina, USA.